# Ken Hanna
Kenneth Lucien (Ken) Hanna (Baltimore, 8 juli 1921 - El Cajon, 10 december 1982) was een Amerikaanse jazz-trompettist, arrangeur, bandleider en componist. Hij is het meest bekend door zijn werk bij het orkest van Stan Kenton.
Hanna kwam uit Baltimore en studeerde trompet en trombone. Hij leidde enkele lokale bands en werkte vanaf 1942 bij Kenton, waarvoor hij arrangementen schreef en waar hij deel uitmaakte van de trompet-sectie. Hij was vanaf 1949 actief in de band van Charlie Barnet en freelancete later in Los Angeles. Halverwege de jaren vijftig was hij zelf weer bandleider en maakte hij verschillende platen, waaronder Jazz for dancers. 